# Андус
Андус (крим. Andus, також Андуз, Андуз-Су) — річка в південно-східному Криму, на території Ялтинського района. Довжина річки 10 км, площа водозбірного басейну — 52 км². Витік  Андуса знаходиться на південно-східному схилі гори Лікон Карабі-яйли, на висоті 700 м над рівнем моря (за інформацією Миколи Васильовича Рухлова, наведено в книзі 1915 «Огляд річкових долин гірській частині Криму», річка починається з джерела Курп-Чокрак )
У верхів'ї річка тече в гірській місцевості, а в середній течії рельєф крупнохолмистий, схили долини покриті рідкісною рослинністю з чергуванням оголених скель, в нижній частині — дуже рідкісна рослинність і трава, вигорає влітку. У долині Андуса поширена сосна італійська. У річки два значних притоки: Нетан-Узень і Алачук, який довший основної річки і впадає поблизу гирла. Впадає Андус в Чорне море в селі Рибаче, утворюючи з річкових галькових наносів широкий пляж. Витрата води в гирлі Н. В. Рухля визначав в 200 000 відер на добу  (близько 9 млн м³ на рік).
В Аласі «Подорожуємо по гірському Криму», 2010 року, річка, з невідомої причини, підписана, як Алачук, також Нетан-Узень і Андуз-Су, а притока Нетан-Узень — як Сільві-Агач-Узень , на кілометрівці Генштабу 1976 року видання — як Нетан-Узень, що протікає по долині Андус .